# Hans Dall (arkitekt)
 Der er flere personer med dette navn, se Hans Dall (maler).
 For alternative betydninger, se Hans Dahl. (Se også artikler, som begynder med Hans Dahl)
Hans Dall (14. maj 1937 i København – 12. januar 2009) var en dansk arkitekt.
Hans Dall var søn af oberstløjtnant Martin Dall og hustru Vita Dall, blev uddannet på Kunstakademiets Arkitektskole 1963-66 og etablerede i 1968 tegnestuen Dall & Lindhardtsen sammen med Torben Lindhardtsen.
Tegnestuens produktion præges af store, enkle former i en robust udformning, fx Holstebro bibliotek og Rådhus (1980-86). Bygningerne er ofte rejst med anvendelse af markante, synlige betonkonstruktioner suppleret med tegl, fx Centralsygehuset i Slagelse (1983-88). Større anlæg som Aalborg Universitetscenter (1976-90) er ofte disponeret over et strukturalistisk gridnet.
Detaljeringen er ligeledes rustik, og interiørerne har ofte udendørskarakter. Denne tilslutning til brutalismen forsvandt efterhånden i Hans Dalls senere produktion fra slutningen af 1980'erne og fremefter.
I 1981 og 1986 modtog Dall sammen med Torben Lindhardtsen henholdsvis Træprisen og Betonelementprisen (for Melsen Tryk i Aalborg). Hans Dall var 1991-2000 kongelig bygningsinspektør.
Han ejede fra 1980 til sin død herregården Buderupholm. Sammen med hustruen Hanne Dall etablerede han Buderupholmfonden, som uddeler rejselegater til arkitektstuderende.

## Værker
Sammen med Torben Lindhardtsen:
- Aalborg Universitetscenter (1976-90)
- Holstebro Bibliotek og Holstebro Rådhus (1980-86)
- Ballerup Bibliotek, Ballerup (1982)
- Centralsygehuset i Slagelse (1983-86)
- Melsen Tryk, Aalborg (tildelt Betonelementprisen 1986)
- Aalborg Medborgerhus med hovedbibliotek og byrådssal (1979-1980)
- TV Midtvest, Holstebro (1989)
- Europahallen i Aalborg, handelsskole og kontorhus- og boligkompleks ved Aalborg havnefront
- Novi, Nordjyllands Videnpark
- Nye anlæg i Zoo København